# Индекс-каталог
Индекс-каталог (англ. The Index Catalogue), или IC, или Индекс-каталог Туманностей, или Индекс-каталог туманностей и звёзд — каталог галактик, туманностей и групп звёзд, который является дополнением к Новому Общему Каталогу (NGC).
Дополнительный каталог IC-I  на 1 529 объектов, составленный Джоном Людвигом Эмилем Дрейером, появился в 1895 году. Второе дополнение, IC-II  на 5 386 объектов, публикуется им же в 1908 году; количество NGC объектов доведено до 13 226.
В каталоге IC-I опубликованы объекты, обнаруженные визуально между 1888 и 1894 годами.
В каталоге IC-II — объекты, обнаруженные между 1895 и 1907 годами. 1 400 этих объектов были обнаружены визуально большими телескопами, но большинство были найдены фотографически. Большинство объектов IC являются очень удалёнными и слабыми. Некоторые чрезвычайно трудно или почти невозможно обнаружить визуально.